# Ceuthophilus polingi
Ceuthophilus polingi is een rechtvleugelig insect uit de familie grottensprinkhanen (Rhaphidophoridae). De wetenschappelijke naam van deze soort is voor het eerst geldig gepubliceerd in 1936 door Hubbell.